# Камакан
Камакан (порт. Camacan) — місто в Бразилії, на південному сході штату Баїя. Входить до мезорегіону Південь штату Баїя. Включений до економічно-статистичного регіону Ільєус-Ітабуна.
Місто засноване 31 серпня 1961 року.
1. 1 2 3 4 5 6 7  OpenStreetMap — 2004.